# 史溫·普利
史溫·普利（丹麥語：Svend Pri，1945年3月18日—1983年6月8日），本名史溫·安德森（丹麥語：Svend Andersen），丹麥男子羽毛球運動員，以力量、韌性和敏銳的戰術思維著稱，同時在男單、男雙、混雙三個項目上擁有優秀的成績。史溫·普利的最高成就，是曾在1973年湯姆斯盃和1975年全英羽球錦標賽兩度擊敗印尼選手梁海量:109。在1976/1977年賽季，他幾乎贏得所有重要賽事，包括最有名望的全英公開賽:93, 125。
史溫·普利在退役之後因為家庭及財務問題，最終於1983年6月8日結束自己的生命。

## 職業生涯

### 1972年夏季奧運
羽毛球在1972年慕尼黑奧運時成為示範表演項目，史溫·普利是當時參與比賽的25名選手之一。他在男子單打決賽遭遇印尼的梁海量，最終以6-15、1-15敗於對手。在混合雙打決賽，史溫·普利與搭檔烏拉·斯特蘭德以6-15、16-18敗於英國組合德瑞克·塔爾博特/吉莉安·吉爾克斯。

### 1975年全英公開賽奪冠
1975年全英羽球錦標賽，史溫·普利在決賽15-11、17-14擊敗梁海量，奪得意義非凡的全英公開賽冠軍，也中斷對手在該項賽事從1968年到1974年間的七連霸。

### 1977年世錦賽亞軍
1977年，史溫·普利在世界羽毛球聯合會舉辦的第一屆世界羽毛球錦標賽決賽以直落二（5-15、6-15）敗於隊友弗來明·戴夫斯，獲得亞軍:109。

## 主要比賽成績
| 成績                 | 項目     | 年份                                          | 賽事/地點        |
| -------------------- | -------- | --------------------------------------------- | ---------------- |
| 世界羽毛球錦標賽     |          |                                               |                  |
| 2                    | 男子單打 | 1977                                          | 瑞典馬爾默       |
| 歐洲羽毛球錦標賽     |          |                                               |                  |
| 2                    | 男子雙打 | 1974                                          | 奥地利維也納     |
| 3                    | 男子單打 | 1980                                          | 荷蘭格羅寧根     |
| 公開賽               |          |                                               |                  |
| 1                    | 男子單打 | 1975                                          | 全英羽毛球公開賽 |
| 1                    | 混合雙打 | 1967、1971、1972                              | 全英羽毛球公開賽 |
| 2                    | 男子單打 | 1970、1972                                    | 全英羽毛球公開賽 |
| 2                    | 男子雙打 | 1967、1976                                    | 全英羽毛球公開賽 |
| 1                    | 男子單打 | 1965、1968、1971、1973、1975                  | 丹麥國際錦標賽   |
| 1                    | 混合雙打 | 1966、1970                                    | 丹麥國際錦標賽   |
| 丹麥全國羽毛球錦標賽 |          |                                               |                  |
| 1                    | 男子單打 | 1966、1968、1969、1970、1972 1973、1974、1975 |                  |
| 1                    | 男子雙打 | 1970、1971、1973、1974、1977                  |                  |
| 1                    | 混合雙打 | 1968、1971、1972、1973                        |                  |